# Millerntor-Stadion
Il Millerntor-Stadion (ex-Wilhelm-Koch-Stadion) è uno stadio tedesco di Amburgo.
Si trova nel quartiere cittadino di St. Pauli e fu costruito tra il 1961 e il 1963 ed utilizzato per gli incontri casalinghi dell'FC St. Pauli, la squadra di calcio del quartiere e secondo club cittadino (attualmente in Bundesliga), nonché - saltuariamente - della squadra di football americano degli Hamburg Blue Devils.
È considerato uno degli stadi "leggendari" della Germania, tanto da ricevere spesso delle visite anche da parte di appassionati di calcio provenienti da Oltremanica.
L'impianto, che prende il nome da una porta cittadina (la Millerntor), ha dal 2014 una capienza di circa 29.000 posti (fino al 2010 aveva una capienza di 23.201 posti)..
Per quasi un trentennio, segnatamente dal 1970 al 1999, si è chiamato "Wilhelm-Koch-Stadion" in onore di Wilhelm Koch, presidente del St. Pauli.

## Ubicazione
Lo stadio si trova all'interno dell'area chiamata Heiligengeistfeld, l'area famosa per il suo luna park che si tiene tre volte l'anno per una durata complessiva di sei mesi in occasione della festa chiamata "Hamburger Dom" e situata di fronte alla Millerntorplatz e alla Budapesterstraße e nelle immediate vicinanze della celebre via a luci rosse Reeperbahn.

## Caratteristiche
Dei 23.201 posti di cui dispone attualmente lo stadio, 10.246 sono a sedere e 12.955 sono in piedi.

## Storia
Lo stadio attuale prese il posto di un vecchio stadio, costruito dopo la prima guerra mondiale all'angolo tra la Budapester Straße e la Glacischaussee, distrutto durante i bombardamenti della seconda guerra mondiale e in seguito ricostruito, nell'ex-Ernst-Thälmann-Straße. Il vecchio stadio dovette però essere rimosso per lasciar posto all'IGA, un'esposizione floreale internazionale, nel 1963 (nello stesso luogo si trova ora il parco chiamato "Planten un Blomen").
Iniziò così nel 1961 la costruzione di un nuovo stadio nell'area di Heiligengeistfeld, costruzione che terminò nel 1963.
All'epoca, la capienza del "Millerntor-Stadion", che, tra l'altro, fin dall'inizio, ebbe grossi problemi di infiltrazioni d'acqua, era di 32.000 posti (ridotta poi nel corso dei successivi 35 anni a poco più di 20.000 posti in seguito ai numerosi interventi sulla struttura dovuti a motivi di sicurezza).
Nel 1970, si decise di intitolare lo stadio "Millerntor" a Wilhelm Koch, lo storico presidente dell'FC St. Pauli, scomparso l'anno precedente ed in carica dal 1933 al 1945 e dal 1947 sino alla morte.
L'impianto si chiamò "Wilhelm-Koch-Stadion" fino alla stagione 1998-1999: il 30 ottobre 1998, nel corso dell'annuale riunione della società dell'FC St. Pauli, proprietaria dello stadio, si decise fu infatti deciso di tornare al vecchio nome, e questo per le proteste dei tifosi della squadra, dovute ai trascorsi di Wilhelm Koch nel Partito nazional-socialista (anche se il suo ruolo all'interno del partito pare fosse stato marginale).
Il 13 luglio 2006 fu annunciato il progetto di alcuni lavori di ristrutturazione, iniziati nel dicembre dello stesso anno e che dovranno portare la capienza a 27.000 posti, il termine dei quali è previsto per il 2014.
Nel frattempo, il 18 luglio 2008 è stata inaugurata la nuova tribuna-sud, costata 14.000.000 di euro
L'inaugurazione è stata festeggiata con un incontro tra l'FC St. Pauli e la nazionale di calcio cubana, terminata con il punteggio di 7-0 per la squadra ospitante.

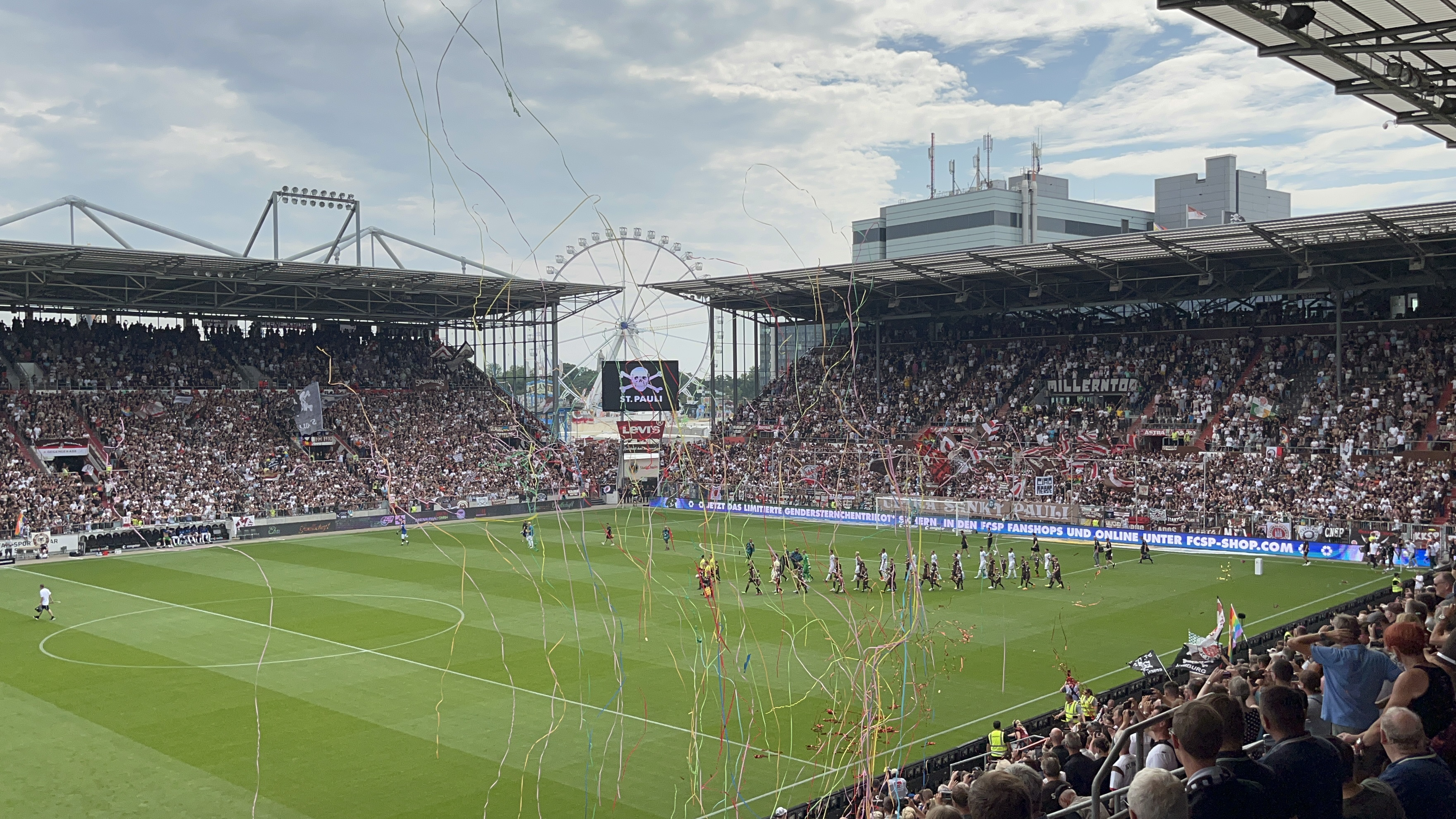
Il Millerntor prima della partita tra FC St. Pauli e 1. FC Magdeburg (2022)

In seguito, i lavori hanno subito dei rallentamenti per ritardi nei finanziamenti. L'inaugurazione della nuova tribuna centrale, con 6.000 posti a sedere, è prevista per il 2014.